# ボヤナ・ラドゥロヴィッチ
ボヤナ・ラドゥロヴィッチ（原語表記:Бојана Радуловић、ラテン翻記:Bojana Radulović、女性、1984年1月3日 - ）は、セルビアの元バレーボール選手である。

## 来歴
ユーゴスラビア社会主義連邦共和国（現セルビア）ヴルシャツ出身。ラドゥロヴィッチはOKレッドスター・ベオグラードのユースチームに入団し、1998年にプロ選手としてRadnički Belgradoと契約し1シーズンプレーした。2001年には初の外国チームとなるポーランドのBKS Bielsko-Białaでプレーした。2002/03シーズンにはPV Reggio Emiliaと契約し、セリエA1にデビューした。次の2シーズンはアシステル・ノヴァーラでプレーし、コッパ・イタリア やスーパーコッパ・イタリアで優勝を飾った。
フランスで1シーズンプレーした後、2006年にイタリアへ戻りヴィチェンツァに入団し、その後2シーズンはChieri Volleyでプレーした。Chieri Volleyを離脱した後、ルーマニアのCraiovaでプレーし、故国のVizura Belgradoに戻り、更にOKレッドスター・ベオグラードに移籍してセルビアリーグの優勝に貢献した。

## 所属クラブ
- Radnički Belgrado（1998-1999年）
- OKレッドスター・ベオグラード（1999-2000年）
- Spartak Subotica（2000-2001年）
- BKS Bielsko-Biała（2001-2002年）
- PV Reggio Emilia（2002-2003年）
- アシステル・ノヴァーラ（2003-2005年）
- ES Le Cannet（2005-2006年）
- ヴィチェンツァ・バレー（2006-2007年）
- Chieri Volley（2007-2009年）
- SCMU Craiova（2009-2010年）
- Vizura Belgrado（2010-2011年）
- OKレッドスター・ベオグラード（2011-2012年）
- Enisej Krasnojarsk（2012-2013年）
- アトム・トレフル・ソポト （2013-2014年）
- ŽOK Dinamo（2014-2015年）
- CSMヴォレイ・アルバ・ブラジ（2015年）
- Salihli Belediyespor（2015-2016年）
- Bolu Bld.（2016-2017年）
- Altay VC（2017-2018年）
- OK Tent（2018-2019年）
- Radnički Beograd（2020-2021年）

## 参考
- セリエA 公式プロフィール